# Provincia de Jorge Basadre
La provincia de Jorge Basadre es una de las cuatro que conforman el departamento de Tacna en el sur del Perú. Limita por el norte con la provincia de Ilo, del departamento de Moquegua; por el este con la provincia de Candarave; por el sur con la provincia de Tacna, y por el oeste con el océano Pacífico. En esta provincia, se encuentra la mina de Toquepala, principal centro metalúrgico del departamento de Tacna y una de las minas de cobre más importantes del país. Su capital es la ciudad de Locumba.

## Historia
La provincia fue creada por Ley n.º 24799, del 19 de abril de 1988, en el gobierno del presidente Alan García.

## División política
Esta provincia se divide en tres distritos:
- Ilabaya
- Ite
- Locumba

## Capital
La capital de esta provincia es la ciudad de Locumba, ubicada sobre los 596 m s. n. m.
17°25’00’’ latitud sur y 70°30’37’’ latitud oeste.

## Autoridades

### Regionales
- Consejeros regionales
  - 2019-2022[2]

  1. Edilberto Artemio Parihuana Mamani (Alianza para el Progreso)
  2. José Luis Antonio Málaga Cutipe (Movimiento Independiente Regional Fuerza Tacna)

### Municipales
- 2019-2022[2]
  - Alcalde: Félix Fredy Morales Mamani, de Alianza para el Progreso.
  - Regidores:

  1. Abrahán Daniel Romaní Cutipa (Alianza para el Progreso)
  2. Francisco Juan Vizcarra Mamani (Alianza para el Progreso)
  3. Gladys Martha Pari de Ponce (Alianza para el Progreso)
  4. Santos Honorio Sardón Mamani (Alianza para el Progreso)
  5. Jhon Rolando Choque Benito (Partido Democrático Somos Perú)

## Festividades
- Abril: Aniversario de la provincia
- Agosto: Reincorporación al Perú
- Septiembre: Señor de Locumba